# Lactogénèse
 (avril 2020).
La lactogénèse est un processus de différenciation cellulaire mis en place pendant la grossesse aboutissant à la production de lait par la glande mammaire.
Le premier morphème lacto- vient du latin lac, lactis qui signifie « lait ».  

## Cycles de lactation
Elle comprend 2 étapes successives :
1. Phase colostrale : pendant la grossesse, les taux élevés de progestérone et d'œstrogène exercent un rétrocontrôle négatif sur la production hypophysaire de prolactine, ce qui empêche la sécrétion lactée. La progestérone permet aussi de laisser ouvertes les jonctions serrées qui lient les cellules sécrétrices de la glande mammaire, permettant ainsi l'échange entre les alvéoles mammaires et le sang maternel, ce qui aboutit à la production de colostrum (ou "premier lait"), liquide riche en sels minéraux et immunoglobulines. La fonction de lactation étant néanmoins bloquée, le colostrum est réabsorbé dans la circulation maternelle. La fermeture des jonctions serrées 2/3 jours après l'accouchement marque la fin de cette première phase.
2. Phase lactée : la délivrance du placenta entraine une chute des taux d'œstrogène et de progestérone aboutissant à la fermeture des jonctions serrées et la production de lait par levée d'inhibition de la prolactine[1].